# Józef K.
Józef K. (niem. Josef K.) – główny bohater powieści Franza Kafki pt. Proces, trzydziestoletni prokurent bankowy.
Pełnego nazwiska bohatera autor nie ujawnia, pokazuje natomiast bezradność zwykłego człowieka wobec absurdalnie rozbudowanych, beznamiętnych struktur biurokratycznych, które stopniowo człowieka osaczają i tłamszą.
Pewnego dnia Józef K. zostaje oskarżony, ale nie wie, ani za co, ani przez kogo i próbując się tego dowiedzieć, zagłębia się w świat urzędników i kancelarii, które nie wiadomo czym się zajmują i po co istnieją. Zresztą sama ich struktura jest abstrakcyjna i istotnie różna od realnych sądów. Toczący się proces nie zakłóca też w zasadzie w ogóle codziennego życia bohatera, choć zaprząta jego myśli. Podobnie jak niespodziewanie się rozpoczął, w równie niespodziewanym dla Józefa K. momencie następuje finał owego procesu. Józef K. ponosi śmierć, zostaje zabity nożem wbitym w serce i dwukrotnie obróconym. Przypieczętowanie swojego losu Józef K. kwituje słowami: „Jak pies!”.
Postać wykreowana przez Kafkę jest w pewnym sensie archetypem późniejszych bohaterów literackich uwikłanych w konflikty z systemami totalitarnymi.

## Inspiracje
- Józef K. jest tytułowym bohaterem punk-rockowej piosenki zespołu Pidżama Porno pod tytułem Józef K.
- Postać Józefa K. jest głównym bohaterem 36-sekundowej piosenki zespołu Kryzys z płyty Kryzys komunizmu
- Postać ta występuje również w piosence pt. Józef K. zespołu Republika.
- Nawiązanie do Józefa K. pojawia się w hip-hopowym utworze pt. Papierosy zespołu Grammatik z płyty 3[potrzebny przypis].
- W Gdańsku, na ul. Piwnej tuż obok Zbrojowni, znajduje się kawiarenka o nazwie Józef K.[potrzebny przypis]
- Na podstawie powieści Kafki powstała również opera Gotfrieda von Einema o tym samym tytule
- Odcinek nr 266 serialu „Świat według Kiepskich” jest inspirowany powieścią Proces Franza Kafki, a tytuł jest nawiązaniem do jej głównego bohatera Józefa K.